# هيداري جينغورو

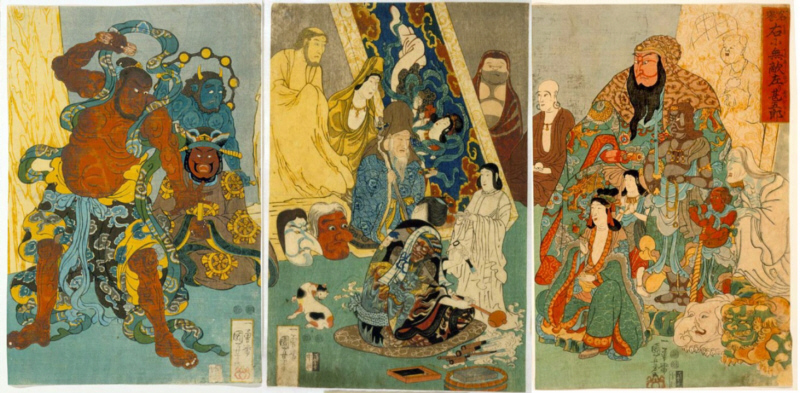
الشهير، هيداري جينغورو الذي لا مثيل له، بقلم أوتاغاوا كونيوشي

هيداري جينغورو (باليابانية: 左 甚五郎) - (بالإنجليزية: Hidari Jingorō)‏ يظن أنه كان فنانًا يابانيًا وهميًا. يذكر بعض الناس والمصادر أن اسمه الحقيقي كان «إيتامي توشيكاتسو».

## سيرته وعمله
كان موسوعيا، عمل نحاتًا ونجارًا ورسامًا ومهندسًا معماريًا وممثلًا كوميديًا وكودانشي (راويًا إيقاعيًا) وأستاذًا في الفن. على الرغم من أن الدراسات المختلفة تشير إلى أنه كان نشطًا في أوائل فترة إيدو (حوالي 1596–1644)، إلا أن هناك خلافات حول الوجود التاريخي لشخصه. يُعتقد أن جينغورو قد ابتكر العديد من منحوتات الآلهة الشهيرة الموجودة في جميع أنحاء اليابان، وقد رويت العديد من الأساطير عنه. يقع نحته الشهير (nemuri-neko - القط النائم) فوق بوابة كوجوري مون وسط الأضرحة الجبلية المقدسة ومعابد نيكو، في اليابان. من بين هذه الأضرحة والمعابد يوجد نيكو توشو غو، وهو مزار يكرم شوغون توكوغاوا إياسو. تُنسب إليه أيضًا نقشتا التنين في الكرامون في أوينو توشو غو.
وبحسب ما ورد، شعر النحاتون الآخرون بالغيرة من مدى مهارة النجار هيداري، لدرجة قطع ذراعه اليمنى. ولحسن الحظ، كان أعسرًا وتمكن من مواصلة العمل، وهذا سبب حصوله على اسمه الأخير هيداري (بمعنى «يسار»).